# 톨텍 제국
톨텍 제국(Toltec Empire), 톨텍 왕국(Toltec Kingdom) 또는 톨란 시국(나와틀어: Altepetl Tollan 알테페틀 톨란)은 전근대 멕시코의 정체였다. 톨텍 제국은 메소아메리카 연대기의 전고전기 및 후고전기 동안 존재했지만 후고전기에서 대부분의 힘을 얻었다. 이 기간 동안 톨텍 제국의 영향권은 멀리 유카탄반도까지 이르렀다.
톨텍 제국의 수도는 톨란-시코코티틀란이었으며, 또 다른 주요 도시로는 툴란친고와 우아파칼코가 포함되었다.